# Martin Borthen
Martin Borthen (Kristiansund, 13 de agosto de 1878 — Bergen, 25 de março de 1964) foi um velejador norueguês, campeão olímpico. Ele competiu nos Jogos Olímpicos de Verão de 1920 na classe 12 Metre e conquistou a medalha de ouro na disputa realizada segundo as regras de 1919 a bordo do Heira II com Olaf Ørvig, Arthur Allers, Kaspar Hassel, Erik Ørvig, Johan Friele, Thor Ørvig, Egill Reimers e Christen Wiese. Borthen treinou como capitão e foi para o mar até 1909. Por salvar uma vida no Mediterrâneo, ele recebeu a Ordem Mejīdiyye em 1908.